# 아프가니스탄 무자헤딘
아프가니스탄 무자헤딘(아랍어: افغان مجاهدين)은 소련-아프가니스탄 전쟁과 뒤이은 아프가니스탄 내전에서 소련과 아프가니스탄 민주공화국에 맞서 싸운 다양한 이슬람주의 단체들이다. "무자헤딘"이라는 용어는 일반적으로 지하드를 일컫는 이슬람교를 위한 어떤 종류의 투쟁에라도 종사하는 사람들을 가리킨다. 아프가니스탄의 무자헤딘은 이념을 넘어 서로 다른 수많은 집단으로 구성되어 있었지만, 반공과 친이슬람이라는 목표로 통합했다. 아프가니스탄 무자헤딘을 지원한 서구에서는 아프간 저항군이라는 표현을 썼지만, 서구 언론들은 아프가니스탄 무자헤딘을 "이슬람 반군", "게릴라", "산사람"이라고 불렀다.
아프가니스탄 무자헤딘의 무장세력은 1979년 소련이 아프가니스탄을 침공한 직후 조직되었다. 초창기에는 아프가니스탄의 정규 주민과 아프가니스탄 군대의 탈영병들을 모집했고, 1978년 사우르 혁명 이후 권력을 차지한 아프가니스탄 인민민주당을 지지하고 아프가니스탄을 침공한 소련에 대한 무장투쟁을 목표로 삼았다. 아프가니스탄 무자헤딘에는 다양한 이념을 가진 파벌이 있었으며, 그 중 가장 영향력이 컸던 파벌은 자미아티 이슬라미와 헤즈비 이슬라미 굴부딘이었다. 아프가니스탄 무자헤딘은 크게 2개의 동맹 세력으로 나뉘었는데, 하나는 파키스탄의 지원을 받는 수니파 이슬람 동맹인 "페샤와르 7"이었고, 다른 하나는 이란의 지원을 받은 시아파 이슬람 동맹인 테헤란 8이었다. 이 중 페샤와르 7은 미국, 영국, 사우디아라비아, 중화인민공화국을 비롯한 여러 국가와 민간 국제 기부자들의 지원을 받았다.
무자헤딘의 기본 부대는 아프가니스탄 사회의 고도로 분산된 특성과 경쟁하는 파슈툰 부족 집단의 발원지라는 것을 반영했으며, 이들은 미국과 사우디아라비아, 파키스탄의 압력으로 다른 아프가니스탄 무장단체와 연합했다. 그 동맹은 국제 사회를 향한 통일된 외교 전선의 기능을 추구했으며, 유엔과 이슬람 협력 기구에서 대표로서의 기능을 추구했다. 여러 이슬람 국가들에서 온 사람들이 아프가니스탄 무자헤딘에 자원해 아프가니스탄 무자헤딘의 저항을 도왔다. 자원군 중 대다수는 아랍권에서 왔으며, 이들 중 다수는 아프가니스탄 아랍인으로 알려졌다. 이 시기에 무자헤딘의 가장 유명한 아랍 금융가이자 호전적인 사람은 2001년 9·11 테러를 기획한 오사마 빈 라덴이 있다. 인도아대륙에서 온 여러 자원군은 소련-아프가니스탄 전쟁이 끝난 후인 1990년대에 카슈미르, 미얀마와 방글라데시 일대에서 테러 활동을 벌였다.

## 기원과 편성
1978년 가을까지 동부 아프가니스탄의 일부 지역에서 소규모 저항 단체들이 형성되었지만, 상황이 급격히 악화되어 공개적인 반란으로 치닫게 된 것은 1979년 초였다. 1979년 2월 2일, 아프가니스탄 반체제 인사들이 국경을 넘어 파키스탄에서 게릴라 훈련을 받고 있다고 보고되었다.  분쟁은 3월 헤라트 반란 때 최고조에 달했는데, 이 반란에서 비조직적인 군대 반란자들과 민간인들이 반란을 일으켜 도시 수비대를 잠시 전복시켰다. 이슬람 신비주의의 지도자이자 하자라트인 시브가툴라 모하데디는 조직적인 반정부 무장 단체의 초기 지도자들 중 한 명으로, 그는 자바히 네자티 밀리라는 단체를 만들어 1979년 5월 25일 뉴욕에서 지지를 호소했다. 영적 지도자(피르)인 아흐메드 가일라니도 이 시기에 마하제 밀리 이슬람이라고 불리는 저항 단체를 만들었고, 종교학자이자 옛 아프가니스탄 왕국의 국회 의원이었던 모함마드 나비 모함마디는 하라카티 인킬라브 이슬람을 결성했다. 1979년 8월 11일 자바히 네자티 밀리는 마하제 밀리 이슬람, 하라카티 인킬라브 이슬람, 그리고 자미아티 이슬라미와 함께 파키스탄 페샤와르에서 이슬람 공화국 수립을 목표로 하는 새로운 조직을 결성했다. 1979년 8월 5,000명의 하자라 부족을 포함한 다른 반군도 아프가니스탄에서 전국적으로 활발하게 움직였다. 1979년 5월 파키스탄 정부가 이들 7개 단체에 대한 재정 지원을 제한하기로 결정한 이후 광범위한 무자헤딘이 사실상의 정치 블록으로 존재했고, 파키스탄은 민족주의 및 좌파 저항 단체에 대한 통화 공급을 차단했다.

## 주요 단체
크게 파키스탄이 지원하는 수니파 이슬람 동맹인 페샤와르 7과 이란이 지원하는 시아파 이슬람 동맹인 테헤란 8이 있다. 이 외에도 마오쩌둥 사상이나 마르크스-레닌주의를 따르는 파벌들도 무자헤딘과 손을 잡기도 했다.

### 페샤와르 7
페샤와르 7은 파키스탄과 미국, 사우디아라비아 등 국제적 지원을 받은 수니파 이슬람 무자헤딘의 동맹이었다. 비록 같은 수니파 무자헤딘이었지만, 이들은 이념과 입장이 달랐기 때문에 통일된 단체를 만드는데 어려움을 겪었다. 대표적으로 아프가니스탄 왕국의 마지막 왕이었던 모하마드 자히르 샤를 둘러싸고, 굴부딘 헤크마이타르와 모함마드 유수프 칼리스는 모하마드 자히르 샤에 반대했고 사이드 갈리아니와 모함마디, 모하데디는 모하마드 자히르 샤를 지지했으며 라바니와 사야프는 처음에는 모하마드 자히르 샤에 반대하다가 나중에는 지지로 입장을 변경했다.
페샤와르 7은 정치적 통일을 위해 여러 차례 단일 단체로의 통합을 추구했다. 1981년 "7동맹"이 설립되었고, 이는 이후 4개의 주요 이슬람주의자들과 3개의 온건파 반군이 참여하는 "아프간 무자헤딘 이슬람 통일단"으로 발전하였다. 1988년 소련의 철수 이후 1989년 사우디아라비아와 파키스탄의 후원으로 설립된 아프가니스탄 과도 정부는 무자헤딘의 통합을 이끌어내지 못했지만, 전통주의자였던 시브가툴라 모하데디가 정부를 이끌었고 압둘 라술 사야프가 총리로 임명되었다. 아프가니스탄 과도 정부는 망명 정부이자 소련 철수 이후의 적법한 정부임을 알렸다. 그러나 아프가니스탄 과도 정부는 약했으며, 민족주의 세력이나 부족, 그리고 페샤와르 7을 제외한 다른 반군 단체가 과도 정부에 포함되지 않았다. 1989년 3월 무자헤딘이 잘랄라바드를 공격했으나 아프가니스탄 민주공화국군에게 패배했다.
페샤와르 7에 속한 아프가니스탄 무자헤딘은 아래와 같다.
정치적 이슬람주의
- 자미아티 이슬라미 - 부르하누딘 라바니가 이끄는 타지크인 파벌
- 히즈비 이슬라미 굴부딘 - 굴부딘 헤크마이타르가 이끄는 급진적 반대주의 파슈툰인 파벌
- 히즈비 이슬라미 칼리스 - 모함마드 유수프 칼리스가 이끄는 히즈비 이슬라미의 분파
- 이티하디 이슬라미 - 압둘 라술 사야프가 이끄는 와하브파 파벌. 사우디아라비아의 지원을 받음

아프가니스탄 전통주의
- 하라카티 인클라비 이슬라미 - 모함마드 나비 모함마디가 이끄는 파슈툰인 파벌
- 자바히 네자티 밀리 - 수피 시브가툴라 모하데디가 이끄는 입헌군주제를 지지하는 파벌. 아프가니스탄 왕국의 마지막 왕 모하마드 자히르 샤의 복권을 추진
- 마흐지 밀리 - 사이드 아흐마드 갈리아니가 이끄는 친서방, 세속주의, 및 자유주의 파벌

### 테헤란 8
1978년 아프가니스탄 이슬람 운동의 설립을 시작으로, 아프가니스탄 민주공화국에 대항하는 시아파 무자헤딘도 다수 설립되었다. 시아파 무자헤딘은 모두 이란에 본부를 두었기 때문에 "테헤란 8"이라는 별명이 붙었다. 시아파 무자헤딘의 대부분은 소련-아프가니스탄 전쟁 당시 하자리스탄 지역에서 활동했다. 1980년대 시아파 무자헤딘 간의 싸움이 이어지자 이란 정부가 직접 중재에 나섰고, 1987년 12월 테헤란 8이 결성되었다. 1989년 아프가니스탄 헤즈볼라를 제외한 테헤란 8은 헤즈베 와흐다트를 결성했다.
테헤란 8를 결성한 시아파 무장단체는 아래와 같다.
- 아프가니스탄 헤즈볼라 - 아흐마디 알리 고다르와지가 이끄는 파벌
- 사즈마니 나스르 - 압둘 알리 마자리가 이끄는 파벌
- 아프가니스탄 이슬람 혁명보위대 군단 - 모흐센 레자이와 사파헤 파스다란이 이끄는 파벌
- 아프가니스탄 이슬람 통일 혁명위원회 - 사이드 알리 베헤슈티가 이끄는 파벌
- 이슬람 혁명 운동
- 이슬람 전사 연합
- 라아드당 - 사예드 자파르 나데리가 이끄는 당
- 아프가니스탄 이슬람 운동 - 아시프 모흐세니가 이끄는 파벌

### 마오쩌둥 사상 파벌
아프가니스탄 인민해방기구가 1977년 설립되었으며, 1980년 6월 지도자였던 마지드 칼라카니가 아프가니스탄 당국에 의해 처형되었다.  1979년 6월 아프가니스탄 인민해방기구는 아프가니스탄 해방기구, 그리고 자바히 네지티 밀리와 함께 아프가니스탄 무자헤딘 자유전사전선을 설립했다.

## 무기
아프가니스탄 무자헤딘의 무기는 대체로 소련군이나 정부군에게서 빼앗은 소련제 무기가 대부분이었지만, 외국의 지원을 받기 시작하면서 운용 무기도 다양해졌다. 개인화기로는 B-10 무반동총, 리엔필드, AKM, SKS 등을 사용했고 M2 박격포, 82-BM-37 등의 박격포도 사용했다. 1985년부터는 바주카와 중기관총을 지원받았고 스키 텐트와 장화와 같은 동계 장비도 지급받았다. 1986년 9월부터 아프가니스탄 무자헤딘은 FIM-92 스팅어를 사용했으며, 월스트리트 저널의 마이클 필립스는 스팅어가 소련-아프가니스탄 전쟁의 판도를 바꾸었다고 평가했다. 매슈 슈뢰더는 2010년 7월 28일 보고서에서 "스팅어 효과"라는 표현을 사용했다. 스팅어를 사용했다는 것은 아프가니스탄 무자헤딘 측의 주장이지만, 헬무트 하메리히의 저서에 따르면 러시아 장교가 소련-아프가니스탄 전쟁 중 미국이 전쟁 중 소련과 아프가니스탄의 항공기 손실을 "매우 과장"했다고 주장했다고 기술했다.

## 외국의 지원
아프가니스탄 무자헤딘은 ISI를 통해 파키스탄의 지원을 받았고, 중앙정보국을 통해 미국의 지원을 받았으며, 연방정보원을 통해 서독의 지원을 받았다. 이 외에도 영국, 이집트,, 이스라엘, 사우디아라비아, 중화인민공화국이 아프가니스탄 무자헤딘을 지원했다. 시아파 무자헤딘의 경우 이란의 지원을 받았고, 마오쩌둥 사상 파벌은 혁명주의 국제운동의 지원을 받았다.
헤즈비 이슬라미 굴부딘은 ISI와 미국 중앙정보국으로부터 무기를 받았다. 아흐마드 샤 마스우드의 파벌은 영국 비밀정보부의 지원을 받았고 SAS로부터 훈련을 받았는데, 이는 제2차 세계 대전 이후 영국이 수행한 비밀작전 중 가장 규모가 큰 비밀작전이었다. 미국 중앙정보국이 수행한 사이클론 작전은 미국 중앙정보국의 작전 중 가장 규모가 큰 성공적인 작전이었다고 평가받는다. 또한 페르시아만에 있는 아랍 국가들의 개인 기부자들과 자선 단체들이 아프가니스탄 무자헤딘에 많은 자금을 지원했다.

## 아프가니스탄 내전 (1989년~1992년)
1988년 4월 14일 제네바 협정이 체결되었고, 이에 따라 1989년 2월 15일까지 아프가니스탄에 주둔하던 소련군은 단계적으로 철수했다. 이 과정에서 소련군은 아프가니스탄 정부군을 최대한 강력하게 유지하기 위해 강화 거점을 여러 개 마련하고 아프가니스탄 정부군의 반격을 지원하기도 했다. 아프가니스탄 무자헤딘은 1989년 2월 15일 소련군이 완전 철수한 뒤, 자신들의 목표를 모하마드 나지불라가 이끄는 아프가니스탄 민주공화국 정부로 바꾸었다. 아프가니스탄 정부는 무자헤딘에 맞서 주요 도시들을 방어했고, 소련군 고문관들은 아프가니스탄에 남아 아프가니스탄 공군의 공격을 보조했다.  아프가니스탄 공군은 아프가니스탄 정부가 유지되게 하는 중요한 자산이었다. 1991년 12월까지, 소련군 조종사들은 무자헤딘에 맞선 폭격 임무를 수행했다.
1990년에서 1991년 사이 마수드는 아프가니스탄 정부를 상대로 공세를 시작해 아프가니스탄의 여러 도시들을 점령했다. 이와 동시에 1991년 소련에서 8월 쿠데타가 발생하면서, 소련은 아프가니스탄에 지원을 더 이상 할 수 없게 되었다. 이로 인해 아프가니스탄 정부군에서 탈영자가 속출했다. 1992년 4월 24일 페샤와르 협정을 바탕으로 아프가니스탄 이슬람국이라는 과도 정부가 수립되었고, 1992년 4월 28일 아프가니스탄 무자헤딘이 카불을 점령하면서 아프가니스탄 민주공화국은 붕괴했다.

## 전쟁 이후 활동
1991년 아프가니스탄 무자헤딘의 일부 파벌이 쿠웨이트로 파병되어 걸프 전쟁에 참전했다. 1993년 일부 무자헤딘이 캅카스 지역으로 이동해 제1차 나고르노카라바흐 전쟁에 참전했다는 보고도 있었다. 자미아티 이슬라미와 같은 일부 무자헤딘은 1992년부터 1993년까지 타지키스탄 내전에 참전하기도 했다.

## 탈레반과의 관계
탈레반은 1994년 결성된 정교회 운동으로, 설립자였던 모하마드 오마르나 압둘 가니 바라다르는 헤즈비 이슬라미 칼리스에서 활동했고 지도자 중 한 명이었던 아흐타르 만수르는 하라카티 인클라비 이슬라미에서 활동했는데, 당시 탈레반의 수뇌부는 대부분 소련-아프가니스탄 전쟁에 참전했던 무자헤딘 출신이었다.
소련-아프가니스탄 전쟁에 참전했던 아프가니스탄 무자헤딘은 탈레반을 둘러싸고 의견이 갈렸다. 유수프 칼리스는 탈레반의 열렬한 지지자였고, 나비 모함마디도 탈레반을 지지했다. 그러나 탈레반에 반대하는 무자헤딘들은 1996년 9월 아프가니스탄 구국 이슬람 통일전선(북부동맹)이라는 새로운 동맹을 결성했다. 이 동맹에는 부르하누딘 라바니, 아흐마드 샤 마스우드를 비롯한 무자헤딘 세력뿐만 아니라 헤즈비 이슬라미 칼리스에서 탈퇴한 하지 압둘 카디르, 아프가니스탄 민주공화국의 군인이었던 압둘 라시드 도스툼, 아프가니스탄 시아파 이슬람 지도자 모함마드 모하키크 등도 참여했다. 탈레반과 북부 동맹은 1996년부터 2001년까지 아프가니스탄에서 내전을 벌였다. 2001년 미국의 아프가니스탄 침공 이후 북부 동맹은 미국의 지원을 받았다. 2001년 11월 탈레반 정부가 붕괴하면서 하미드 카르자이가 2002년 새로운 대통령으로 선출되었고 북부 동맹의 많은 인물이 새로운 아프가니스탄 행정부에 참여했다.

## 같이 보기
- 아프가니스탄 전쟁 (2001년~2021년)